# West Elizabeth
West Elizabeth és una població dels Estats Units a l'estat de Pennsilvània. Segons el cens del 2000 tenia 565 habitants.

## Demografia
Segons el cens del 2000, West Elizabeth tenia 565 habitants, 247 habitatges, i 153 famílies. La densitat de població era de 1.090,7 habitants/km².
Dels 247 habitatges en un 28,3% hi vivien nens de menys de 18 anys, en un 38,1% hi vivien parelles casades, en un 17,4% dones solteres, i en un 37,7% no eren unitats familiars. En el 34% dels habitatges hi vivien persones soles el 13% de les quals corresponia a persones de 65 anys o més que vivien soles. El nombre mitjà de persones vivint en cada habitatge era de 2,29 i el nombre mitjà de persones que vivien en cada família era de 2,92.
Per edats la població es repartia de la següent manera: un 22,5% tenia menys de 18 anys, un 7,6% entre 18 i 24, un 31,2% entre 25 i 44, un 21,9% de 45 a 60 i un 16,8% 65 anys o més.
L'edat mediana era de 37 anys. Per cada 100 dones de 18 o més anys hi havia 84,8 homes.
La renda mediana per habitatge era de 26.339 $ i la renda mediana per família de 32.500 $. Els homes tenien una renda mediana de 36.667 $ mentre que les dones 19.712 $. La renda per capita de la població era de 14.687 $. Entorn del 9,4% de les famílies i el 15,5% de la població estaven per davall del llindar de pobresa.

## Poblacions més properes
El següent diagrama mostra les poblacions més properes.